# Alex Parker
Alexander Hershaw Parker (Irvine, 1935. augusztus 2. – Gretna, 2010. január 7.) skót válogatott labdarúgó. 

## Pályafutása

### Klubcsapatban
1952 és 1958 között a Falkirk csapatában játszott, melynek színeiben 1957-ben megnyerte a skót labdarúgókupát. 1958 és 1965 között az Everton játékosa volt. Tagja volt az 1963-ban angol bajnoki címet szerző csapatnak. 1965 és 1968 között a Southportot erősítette. Az 1968–69-es idényben az északír Ballymena United együttesében szerepelt. 1969 és 1970 között az ír Drumcondra játékosa volt.

### A válogatottban
1955 és 1958 között 15 alkalommal szerepelt a skót válogatottban. Részt vett az 1958-as világbajnokságon, ahol a Paraguay elleni csoportmérkőzésen kezdőként lépett pályára. Jugoszlávia és Franciaország ellen nem kapott lehetőséget.

## Sikerei, díjai
Farlkirk FC
- Skót kupagyőztes (1): 1957–58

Everton FC
- Angol bajnok (1): 1962–63
- Angol szuperkupagyőztes (1): 1963